# Cerocala sana
Cerocala sana là một loài bướm đêm trong họ Erebidae.